# Czas przyszły w przeszłości w języku angielskim
Czas przyszły w przeszłości w języku angielskim – zbiór konstrukcji gramatycznych w języku angielskim, służących do opisywania przyszłych wydarzeń z punktu widzenia w przeszłości. 
Future in the Past jest czasem, który traktuje przyszłość, czyli zdarzenia, które jeszcze nie miały miejsca, z przeszłego punktu widzenia. Wyraża te same relacje czasowe co formy przyszłe, tyle że z przeszłej perspektywy: In 2004 I arrived to the town, where I would spend fifteen years → W roku 2004 przyjechałem do miasta, w którym miałem spędzić następne 15 lat. Wydarzenia opisywane w ten sposób nie odnoszą się w żaden sposób do teraźniejszości, mogły nastąpić bądź nie w chwili wypowiadania zdania. 
Przyszłość w przeszłości może być wyrażana w następujący sposób:
- konstrukcją was/were to[2]: Henry, who joined the army in 1788, was to become captain in 1808 → Henry, który wstąpił do wojska w roku 1788, został kapitanem w r. 1808. That was an event which would be remembered → To było zdarzenie, które zostanie zapamiętane.
- konstrukcją was going to[2]: Everyone was excited, because the new theatre was going to be opened → Wszyscy byli podnieceni, bo miano otworzyć nowy teatr.
- Czasem Past Progressive[2]: She left earlier today, because she was taking the train to Kiruna → Wyszła wcześniej, bo jechałą pociągiem do Kiruny.

## Czas przyszły w przeszłości

Graficzne wyobrażenie Future in the Past

Graficzne wyobrażenie Future Perfect in the Past

Czas Future in the past we wszystkich formach używa się głównie w narracji. Formy tego czasu są pochodnymi czasów przyszłych i zachowują one swoje znaczenie, różnica polega na zastąpieniu czasownika modalnego will przez would.
| Aspekt               | Czas przyszły              | Czas przyszły w przeszłości |
| -------------------- | -------------------------- | --------------------------- |
| Prosty               | He will watch              | He would watch              |
| Postępujący          | He will be watching        | He would be watching        |
| Przeszły             | He will have watched       | He would have watched       |
| Przeszły postępujący | He will have been watching | He would have been watching |

- Future Simple: The journey will be dangerous → Podróż będzie niebezpieczna. Ale: He said the journey would be dangerous → Powiedział, że podróż będzie niebezpieczna.
- Future Progressive: At three o'clock I shall be watching TV → O trzeciej będę oglądał telewizję ale He mentioned that at three o'clock he would be watching TV → Wspomniał, że o trzeciej będzie oglądał telewizję.
- Future Perfect: I`ll have seen the doctor by Friday → Do piątku pójdę do lekarza. Ale He assured he would have met the doctor by Friday.
- Future Perfect Continuous: By the end of this year I`ll have been learning English for 30 years ale She knew that By the end of this year I`d have been learning English for 30 years → Ona wiedziała, że gdy rok minie, będę uczył się angielskiego od 30 lat.

## Formy gramatyczne

### Future Simple in the Past (Czas przyszły prosty w przeszłości)
| Osoba     | Forma twierdząca      | Forma pytająca        | Forma przecząca         | Skrócona odpowiedź twierdząca | Skrócona odpowiedź przecząca |
| --------- | --------------------- | --------------------- | ----------------------- | ----------------------------- | ---------------------------- |
| 1 sg      | I would/should read   | would/should I read?  | I would/should not read | Yes, I would/should           | No, I would/should not       |
| 2 sg + pl | you would read        | would you read?       | you would not read      | Yes, you would                | No, you would not            |
| 3 sg      | he/she/it would read  | would he/she/it read? | he/she/it has not read  | Yes, he/she/it would          | No, he/she/it would not      |
| 1 pl      | weI would/should read | would/should we read? | I would/should not read | Yes, we would/should          | No, we would/should not      |
| 3 pl      | they would read       | would they read?      | they would not read     | Yes, they would               | No, they would not           |

Strona bierna czasu:
| Osoba     | Forma twierdząca        | Forma pytająca           | Forma przecząca            | Skrócona odpowiedź twierdząca | Skrócona odpowiedź przecząca |
| --------- | ----------------------- | ------------------------ | -------------------------- | ----------------------------- | ---------------------------- |
| 1 sg      | I would/should be seen  | would/should I be seen?  | I would/should not be seen | Yes, I would/should           | No, I would/should not       |
| 2 sg + pl | you would be seen       | would you be seen?       | you would not be seen      | Yes, you would                | No, you would not            |
| 3 sg      | he/she/it would be seen | would he/she/it be seen? | he/she/it has not be seen  | Yes, he/she/it would          | No, he/she/it would not      |
| 1 pl      | we would/should be seen | would/should we be seen? | I would/should not be seen | Yes, we would/should          | No, we would/should not      |
| 3 pl      | they would be seen      | would they be seen?      | they would not be seen     | Yes, they would               | No, they would not           |

### Future Continuous in the Past  (Czas przyszły postępujący w przeszłości)
| Osoba     | Forma twierdząca           | Forma pytająca              | Forma przecząca                | Skrócona odpowiedź twierdząca | Skrócona odpowiedź przecząca |
| --------- | -------------------------- | --------------------------- | ------------------------------ | ----------------------------- | ---------------------------- |
| 1 sg      | I would/should be reading  | would/should I be reading?  | I would/should not be reading  | Yes, I would/should           | No, I would/should not       |
| 2 sg + pl | You would be reading       | would you be reading?       | you would not be reading       | Yes, you would                | No, you would not            |
| 3 sg      | he/she/it would be reading | would he/she/it be reading? | he/she/it would not be reading | Yes, he/she/it would          | No, he/she/it would not      |
| 1 pl      | we would/should be reading | would/should we be reading? | we would/should not be reading | Yes, we would/should          | No, we would/should not      |
| 3 pl      | they would be reading      | would they be reading?      | they would not be reading      | Yes, they would               | No, they would not           |

Odmiana w stronie biernej:
| Osoba     | Forma twierdząca                 | Forma pytająca                    | Forma przecząca                      | Skrócona odpowiedź twierdząca | Skrócona odpowiedź przecząca |
| --------- | -------------------------------- | --------------------------------- | ------------------------------------ | ----------------------------- | ---------------------------- |
| 1 sg      | I would/should be being watched  | would/should I be being watched?  | I would/should not be being watched  | Yes, I would/should           | No, I would/should not       |
| 2 sg + pl | You would be being watched       | would you be being watched?       | you would not be being watched       | Yes, you would                | No, you would not            |
| 3 sg      | he/she/it would be being watched | would he/she/it be being watched? | he/she/it would not be being watched | Yes, he/she/it would          | No, he/she/it would not      |
| 1 pl      | we would/should be being watched | would/should we be being watched? | we would/should not be being watched | Yes, we would/should          | No, we would/should not      |
| 3 pl      | they would be being watched      | would they be being watched?      | they would not be being watched      | Yes, they would               | No, they would not           |

### Future Perfect in the Past (Czas zaprzeszły w przyszłości)
| Osoba     | Forma twierdząca           | Forma pytająca             | Forma przecząca              | Skrócona odpowiedź twierdząca | Skrócona odpowiedź przecząca |
| --------- | -------------------------- | -------------------------- | ---------------------------- | ----------------------------- | ---------------------------- |
| 1 sg      | I would/should have read   | would/should I have read?  | I would/should not have read | Yes, I would/should           | No, I would/should not       |
| 2 sg + pl | you would have read        | would you have read?       | you would not have read      | Yes, you would                | No, you would not            |
| 3 sg      | he/she/it has have read    | has he/she/it have read?   | he/she/it has not have read  | Yes, he/she/it has            | No, he/she/it has not        |
| 1 pl      | weI would/should have read | would/should we have read? | I would/should not have read | Yes, we would/should          | No, we would/should not      |
| 3 pl      | they would have read       | would they have read?      | they would not have read     | Yes, they would               | No, they would not           |

Odmiana w stronie biernej:
| Osoba     | Forma twierdząca                | Forma pytająca                  | Forma przecząca                    | Skrócona odpowiedź twierdząca | Skrócona odpowiedź przecząca |
| --------- | ------------------------------- | ------------------------------- | ---------------------------------- | ----------------------------- | ---------------------------- |
| 1 sg      | I would/should have been seen   | would/should I have been seen?  | I would/should not have been seen  | Yes, I would/should           | No, I would/should not       |
| 2 sg + pl | you would have been seen        | would you have been seen?       | you would not have been seen       | Yes, you would                | No, you would not            |
| 3 sg      | he/she/it would have been seen  | would he/she/it have been seen? | he/she/it would not have been seen | Yes, he/she/it would          | No, he/she/it has would      |
| 1 pl      | weI would/should have been seen | would/should we have been seen? | I would/should not have been seen  | Yes, we would/should          | No, we would/should not      |
| 3 pl      | they would have been seen       | would they have been seen?      | they would not have been seen      | Yes, they would               | No, they would not           |

### Future  Perfect Progressive in the Past (czas przyszły postępujący w przeszłości)
| Osoba     | Forma twierdząca                   | Forma pytająca                     | Forma przecząca                      | Skrócona odpowiedź twierdząca | Skrócona odpowiedź przecząca |
| --------- | ---------------------------------- | ---------------------------------- | ------------------------------------ | ----------------------------- | ---------------------------- |
| 1 sg      | I would/should have been reading   | would/should I have been reading?  | I would/should not have been reading | Yes, I would/should           | No, I would/should not       |
| 2 sg + pl | You would have been reading        | would you have been reading?       | you would not have been reading      | Yes, you would                | No, you would not            |
| 3 sg      | he/she/it has been reading         | has he/she/it been reading?        | he/she/it has not been reading       | Yes, he/she/it has            | No, he/she/it has not        |
| 1 pl      | weI would/should have been reading | would/should we have been reading? | I would/should not have been reading | Yes, we would/should          | No, we would/should not      |
| 3 pl      | they would have been reading       | would they have been reading?      | they would not have been reading     | Yes, they would               | No, they would not           |